# Feinbearbeitung
Feinbearbeitung bezeichnet – überwiegend spanende – Fertigungsverfahren, die angewandt werden, um Werkstücke von hoher Qualität herzustellen. In vielen Zusammenhängen wird der Begriff Schlichten synonym verwendet.
Dabei kann sich die Qualität sowohl auf die Oberflächengüte als auch auf die Maßhaltigkeit, d. h. die zulässige Maßabweichung vom Sollmaß beziehen.
Manche Verfahren zur Hartbearbeitung wie das Zerspanungshonen werden den Hartfeinbearbeitungsverfahren zugerechnet.
Aus dem Ziel der Feinbearbeitung ergibt sich fast zwangsläufig, dass es sich häufig um den letzten Fertigungsschritt einer mehrstufigen Fertigung handelt. Dabei kann es sich um ein mit dem vorausgehenden Schritt identisches Verfahren unter anderen Bedingungen oder um ein völlig anderes Verfahren handeln.
Der Begriff selbst ist weder bezüglich der möglichen Verfahren noch aus der Sicht der erzielbaren Ergebnisse her definiert oder in einer Norm beschrieben. Dies wäre auch wenig sinnvoll, da der technische Fortschritt immer neue Möglichkeiten eröffnet, die eine besondere Feinbearbeitung überflüssig machen. So war es beispielsweise früher in den meisten Fällen erforderlich, ein sehr genaues, durch Drehen herzustellendes zylindrisches Werkstück durch Schleifen, Läppen oder Honen fertig zu bearbeiten. Fortschritte in der Werkzeugmaschinen- und Schneidstofftechnik erlauben jedoch, dass heute das gewünschte Ergebnis bereits mit der Drehmaschine erreicht werden kann.

## Forderungen an Feinbearbeitungsverfahren
Die Forderungen an das Bearbeitungsverfahren sind je nach Einsatzzweck des Werkstückes sehr unterschiedlich z. B.:
- hoher Materialanteil bzw. Traganteil (Anteil tragender Flächen an der Gesamtoberfläche) bei Gleit- und Dichtflächen

- kleine Rautiefe zur Erhöhung des Materialanteils und der Verschleiß- und Korrosionsfestigkeit. Eine Rautiefe von Rz = 1…3 µm ist jedoch wegen der erforderlichen Ölhaftung für Gleitflächen notwendig.

- hohe Maß-, Form- und Lagegenauigkeit. Mit Feinbearbeitungsverfahren ist Toleranzgrad IT 4 oder besser erreichbar. Auch hier ist entscheidend, welche Art der Genauigkeit für den Einsatzfall genau benötigt wird.

- keine Schädigung der Werkstückrandzone durch Druck oder Wärme bei der Bearbeitung

- wirtschaftliche Fertigung – während Läppen auf einfachsten Maschinen erfolgen kann, haben Erodierverfahren oft lange Maschinenlaufzeiten und – im Falle des Senkerodierens – meist sehr hohe Werkzeugkosten, wodurch sie sehr teuer werden können.

## Verfahren
- chemisches Abtragen (Ätzen) z. B. bei Wafern für elektronische Schaltkreise
- elektrochemisches Abtragen
- Drahterodieren und Senkerodieren
- High Speed Cutting
- Honen
- Läppen
- Schleifen (Fertigungsverfahren)
- Ultraschallschwingläppen